# Sabine Devieilhe
Sabine Devieilhe (Ifs, 12 december 1985) is een Franse sopraan en operazangeres. Ze is gespecialiseerd in het uitvoeren van barokmuziek en 19e-eeuwse opera en staat bekend voor haar doorleefde Mozart-interpretaties. Vooral de rol van de 'Koningin van de Nacht' in Mozarts Die Zauberflöte keert vaak terug in haar repertoire.

## Biografie
Devieilhe werd geboren in een muzikaal gezin. Haar grootvader was muzikant en haar ouders zijn fervente muziekliefhebbers. Beide ouders zijn lesgevers en ook haar oudere zus geeft zang- en vioolles. Vanaf haar zesde levensjaar ging ze naar de muziekschool. Vanaf haar twaalfde studeerde ze cello aan het Conservatoire de Caen. Nadat ze haar diploma middelbaar onderwijs behaalde, ging ze musicologie en etnomusicologie studeren aan het Conservatoire de Rennes. Onder invloed van Martine Surais ging ze zingen bij het koor van de Opéra de Rennes. In 2008 ging ze naar het Conservatoire national supérieur de musique et de danse de Paris, om zang te studeren bij Pierre Mervan. Ze studeerde af met onderscheiding.
Tijdens haar studententijd werkte ze met Ensemble Pygmalion van Raphaël Pichon en met Les Cris de Paris van Geoffroy Jourdain en zong ze tijdens concerten van Orchestre de Paris, Les Arts Florissants met dirigent Emmanuelle Haïm, Les Musiciens du Louvre met Marc Minkowski en Le Concert Spirituel met Hervé Niquet. In 2011 vroeg dirigent Jean-Claude Malgoire haar om als soliste te zingen tijdens een opvoering van Vincenzo Bellini's La Sonnambula in Atelier Lyrique de Tourcoing. Nadat ze afstudeerde mocht ze op het Festival d’Aix-en-Provence een rol vertolken in Mozarts La Finta Giardiniera. Ze herhaalde die rol tijdens opvoeringen in Grand Théâtre de Luxembourg en Opéra de Toulon. Vervolgens kreeg ze de titelrol in een uitvoering van Léo Delibes’ Lakmé in Opéra National in Montpellier.  In de Opéra de Lyon vertolkte ze voor de eerste keer 'De Koningin van de Nacht' in Mozarts Die Zauberflöte.
Ze werkte met het Orchestre de Paris, Symfonieorkest van de Zweedse Radio en met dirigenten zoals Esa-Pekka Salonen en Leonardo García Alarcón. Ze stond op de planken in Lyon, Toulon, Avignon, Marseille, Stockholm, Amsterdam en La Scala in Milaan. Ze zong in de Opéra Comique, Opéra National en Théâtre des Champs Elysées in Parijs, in Opernhaus Zürich, de Weense Staatsopera, Opéra de Lille en Wigmore Hall in Londen. Op de Salzburger Festspiele bracht ze een programma van Mozart-aria's. In 2014 speelde ze nogmaals de 'Koningin van de Nacht' in de Opéra Bastille. In 2013 tekende ze een exclusief contract met het muzieklabel Erato en bracht ze haar eerste album uit, met werk van Jean-Philippe Rameau, dat ze opnam met Alexis Kossenko en zijn ensemble Les Ambassadeurs.
In de Munt in Brussel vertolkte ze in 2014 de rol van Euridice in Glucks Orfeo ed Euridice, in een regie van Romeo Castellucci. Op 11 april 2016 bracht ze samen met het Orchestre de Chambre de Paris, onder leiding van Christopher Franklin en het koor Les Cris de Paris, een uitvoering van La Sonnambula in het Théâtre des Champs-Élysées. In 2017 vertolkte ze opnieuw 'De Koningin van de Nacht', in Royal Opera House Covent Garden. In 2019 maakte ze haar debuut in Carnegie Hall in New York, waar ze tijdens een recital met pianist Mathieu Pordoy liederen van Debussy zong. Begin 2020 hernam ze de rol van 'Koningin van de Nacht' tijdens een aantal opvoeringen van Mozarts Die Zauberflöte, in de Bayerische Staatsoper in München.
In 2018 werd de planetoïde 33346 Sabinedevieilhe naar haar vernoemd.

## Onderscheidingen
- 2013 - "Révélation Artiste Lyrique" award van de Victoires de la Musique Classique.[23][24]
- 2014 - "Diapason d’Or" voor haar cd met opnames van Jean-Philippe Rameau.[25]
- 2015 - Eerste Prijs in de categorie "Enregistrement" van de Victoires de la Musique Classique.[26]
- 2018 - Twee awards van de Victoires de la Musique Classique, voor haar album Mirages met dirigent François-Xavier Roth.[27]
- 2024 - Edison in de categorie Solist Vocaal, voor haar album Mozart & Strauss: Lieder met pianist Mathieu Pordoy.[28]